# 取得請求権付株式
取得請求権付株式（しゅとくせいきゅうけんつきかぶしき）とは、日本において、株式会社が発行する株式のうち、株主が発行会社にその取得を請求する権利が付与されている株式をいう。以下、会社法は条数のみ記載する。
法令上の定義は、「株式会社がその発行する全部又は一部の株式の内容として株主が当該株式会社に対して当該株式の取得を請求することができる旨の定めを設けている場合における当該株式」（2条18号）である。株式会社がその発行する株式の全部又は一部の内容として、当該株式の株主が発行会社に当該株式の取得を請求する事ができる旨の定めを設けることによって行う（107条2項2号・108条）。

## 用語法
会社が自己の株式を得る事を「取得」と呼び、その取得を株主側の意思によって起こす事から「取得請求権」と呼ばれる。しかし取得請求権付株式の取得は、財務上の理由（166条1項）以外で会社側から拒否する事はできないため、「請求」という語の持つ、「請求を受けたものが行為するか否かを決定できる」ような意味合いはない。会社法の他の用語と同じく2条によって定義され、第二章第四節第三款「取得請求権付株式及び取得条項付株式の取得」のように用いられる。

## 概要
株主が会社に対し、株式の代わりに金銭等の財産を請求できる株式である。取得請求権は、定款に一定の事項を記載すれば設定でき、会社の株式のすべてにも一部にも設定できる。株主の行為によって会社が株式を取得する事になるところが取得条項付株式や全部取得条項付株式と異なる。
定款に記載する事で効力を生じ、定款変更後2週間以内に登記する（915条1項）。
取得請求権付株式の取得請求権だけを譲渡する事はできないとされる。

## 設定
以下を定款に定める。
1. 取得請求権を付す旨
2. 取得対価と算定方法
3. 取得期間

また、種類株式として取得請求権を付す場合は、上記以外に発行可能種類株式総数も定款に定める。